# Keizer van Duitsland
De titel keizer van Duitsland is een in de wandeling gebruikte aanduiding voor wat eigenlijk keizer van het Heilige Roomse Rijk van de Duitse Natie was. De titel werd eeuwenlang gedragen door de gekozen keizers. In 1806 trad de laatste keizer van Duitsland, keizer Frans II, af.
In 1871 werd het Duitse Keizerrijk als een federatieve staat hersteld. De keizer van dit "Tweede Rijk" was geen "keizer van Duitsland" maar "Duits keizer": hij was de "eerste onder de bondsvorsten". Deze Duitse vorsten en de regeringen van de drie hanzesteden hadden eigen bevoegdheden en zagen zich als de bondgenoten van de keizer, niet als diens ondergeschikten.